# Jesús Montoya
Pour les articles homonymes, voir Montoya et Alarcon.
Montoya  Alarcón est un nom espagnol. Le premier nom de famille, en général paternel, est Montoya ; le second, en général maternel, souvent omis, est Alarcón.
Jesús Montoya Alarcón est un coureur cycliste espagnol, né le 4 décembre 1963 à Cabezo de Torres. Professionnel de 1987 à 1996, il termine deuxième de la Vuelta 1992, à soixante-quatre secondes du vainqueur Tony Rominger, après avoir porté le maillot amarillo pendant 12 jours de course. Il a également remporté deux étapes du Tour d'Espagne et a été champion d'Espagne sur route en 1995.

## Palmarès

### Palmarès amateur
- 1986
  - Lazkaoko Proba
  - Santikutz Klasika
  - Circuito Montañés
  - 2e du Tour de la Bidassoa
  - 3e du Tour de Navarre

### Palmarès professionnel
- 1987
  - 4ea étape du Tour de Cantabrie
- 1989
  - 3e de la Route du Sud
- 1990
  - Classement général du Tour des vallées minières
  - 4e étape du Tour de Catalogne
  - 2e de la Klasika Primavera
- 1991
  - Klasika Primavera
  - 20e étape du Tour d'Espagne
  - 3e de la Subida a Urkiola
- 1992
  - 4e étape du Tour d'Andalousie
  - 2e du Tour d'Andalousie
  - 2e du Tour d'Espagne
  - 3e du Tour des Asturies
  - 4e de Paris-Nice
- 1993
  - 15e étape du Tour d'Espagne
  - Subida al Naranco
  - 5e du Tour d'Espagne
- 1994
  - 6e étape de la Semaine catalane (contre-la-montre)
  - 2e de Paris-Nice
  - 2e de la Klasika Primavera
- 1995
  -  Champion d'Espagne sur route
  - 3e du Tour de Catalogne
  - 10e du Tour de Romandie

## Résultats sur les grands tours

### Tour de France
4 participations
- 1991 : 74e
- 1992 : 69e
- 1993 : 117e
- 1996 : abandon (17e étape)

### Tour d'Espagne
9 participations
- 1987 : 67e
- 1988 : 104e
- 1990 : 18e
- 1991 : 23e, vainqueur de la 20e étape
- 1992 : 2e,  maillot amarillo pendant 12 jours
- 1993 : 5e, vainqueur du classement du combiné et de la 15e étape
- 1994 : abandon (14e étape)
- 1995 : 37e
- 1996 : abandon (8e étape)

### Tour d'Italie
2 participations
- 1994 : abandon (20e étape)
- 1995 : 27e